# Iacob al II-lea de Aragon
Iacob al II-lea (n. 10 august 1267, Valencia, Coroana Aragonului – d. 2 noiembrie 1327, Barcelona, Catalonia, Spania), supranumit cel Drept, (aragoneză Chaime lo Chusto, catalană Jaume el Just, spaniolă Jaime el Justo) a fost rege al Siciliei (ca Iacob I) din 1285 până în 1296 și rege al Aragonului și al Valenciei și Conte de Barcelona din 1291 până în 1327. În 1297 i-a fost garantat regatul Siciliei și al Corsicii. A folosit titlul latin Iacobus Dei gracia rex Aragonum, Valencie, Sardinie, et Corsice ac comes Barchinone. A fost al doilea fiu al lui Petru al III-lea de Aragon și Constance de Sicilia.

## Domnie
Iacob s-a născut la Valencia ca fiu al lui Petru I de Sicilia și a Constance de Sicilia. Prin mama sa, el a fost nepot al regelui Manfred și strănepot al împăratului Frederic al II-lea.
I-a succedat tatălui său ca rege al Siciliei în 1285. După decesul fratelui său Alfonso al III-lea în 1291, el a succedat și la tronul Aragonului. Prin tratatul de pace cu Carol al II-lea de Anjou în 1296, el a fost de acord să renunțe la Sicilia însă sicilienii l-au instalat pe tron pe fratele său, Frederic al III-lea al Siciliei. A abdicat de la tronul Siciliei și s-a căsătorit cu fiica regelui Neapolelui pentru a face pace cu angevinii. În schimbul Siciliei a primit Sardinia și Corsica, dar nu a putut accede decât la la tronul Sardiniei (1329)

## Căsătorii și copii
S-a căsătorit de patru ori:
—Isabella de Castilia, vicontesă de Limoges, fiica regelui Sancho al IV-lea al Castiliei și a soției acestuia, María de Molina. Nunta a avut loc la Soria, la 1 decembrie 1291 când mireasa avea numai 8 ani. Căsătoria, care nu a fost niciodată consumată, a fost dizolvată și anulată după decesul regelui Sancho în 1295.
—Blanche de Anjou, fiica rivalului său Carol al II-lea de Neapole și a Mariei a Ungariei. S-au căsătorit la Villabertran, la 29 octombrie sau 1 noiembrie 1295. Ei au avut copii:
- Iacob (n. 29 septembrie 1296 – d. iulie 1334); a renunțat la dreptul său asupra tronului în 1319 pentru a deveni călugăr. A refuzat să consume căsătoria cu Eleanor de Castilia, care mai târziu a devenit a doua soție a fratelui său Alfonso.
- Alfonso al IV-lea de Aragon (1299 – 24 ianuarie 1336). A devenit rege al Aragon în 1327 și a domnit până la moarte. El s-a căsătorit de două ori: prima dată cu Teresa d'Entença, apoi după decesul primei soții s-a căsătorit cu Eleanor de Castilia.
- Maria (n. 1299 – d. 1316), soția lui Petru, fiu al lui Sancho al IV-lea al Castiliei.
- Constance (n. 1 aprilie 1300 – d. 19 septembrie 1327), soția lui Juan Manuel, Prinț de Villena, nepot al regelui Alfonso al X-lea al Castiliei.
- Juan (n. 1304 – d. 19 august 1334). Juan a devenit primul arhiepiscop de Toledo și Tarragona în 1318 și patriarh de Alexandria în 1328.
- Isabella de Aragon (n. 1305 – d. 12 iulie 1330), soția lui Frederic I de Austria.
- Pedro (n. 1305 – d. 4 noiembrie 1381), conte de Ribagorza, Empúries și Prades.
- Blanche (n. 1307 – d. 1348), stareță de Sixena.
- Ramon Berenguer (n. august 1308 – d. 1366), conte de Empúries și baron de Ejerica. Ramon s-a căsătorit cu Blanche, fiica lui Filip I def Taranto, apoi cu Maria, fiica lui Iacob de Aragon.
- Violante (n. octombrie 1310 – d. 19 iulie 1353). S-a căsătorit prima dată cu Filip, fiu al lui Filip I de Taranto. A doua oară s-a căsătorit cu Lope de Luna, Lord de Segorbe.

—Marie de Lusignan, fiica regelui Hugo al III-lea al Ciprului. S-au căsătorit prin procură la Nicosia, la 15 iunie 1315 și în persoană la Girona, la 27 noiembrie 1315. Nu au avut copii.
—Elisenda de Montcada, fiica lui Pedro I de Montcada, Lord de Altona și Soses. Căsătoria a avut loc la Tarragona, la 25 decembrie 1322. Nici din această căsătorie nu au rezultat copii.
Iacob a avut și trei copii nelegitimi.